# Aspalathus pinguis
Aspalathus pinguis är en ärtväxtart som beskrevs av Carl Peter Thunberg. Aspalathus pinguis ingår i släktet Aspalathus och familjen ärtväxter.

## Underarter
Arten delas in i följande underarter:
- A. p. australis
- A. p. longissima
- A. p. occidentalis
- A. p. pinguis